# Ammotretis elongatus
Ammotretis elongatus är en fiskart som beskrevs av Mcculloch, 1914. Ammotretis elongatus ingår i släktet Ammotretis och familjen flundrefiskar. Inga underarter finns listade i Catalogue of Life.

## Bildgalleri

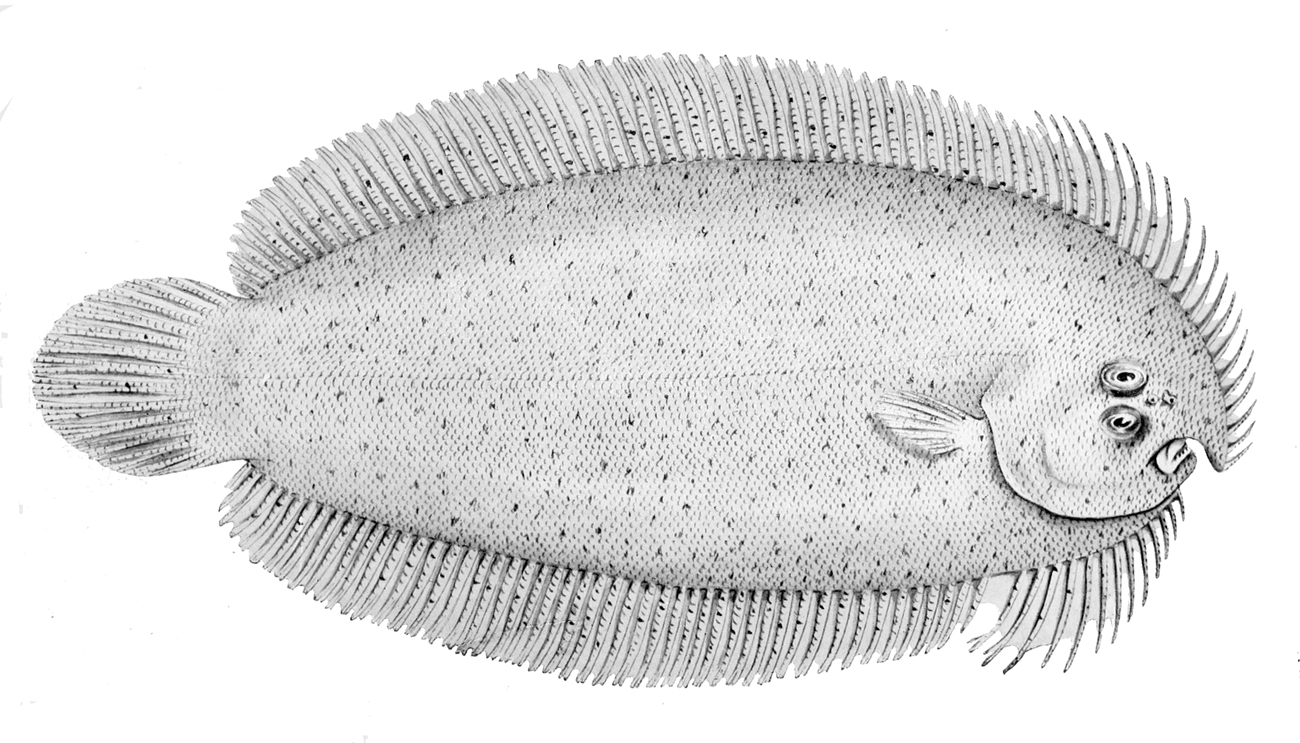